# BeBox

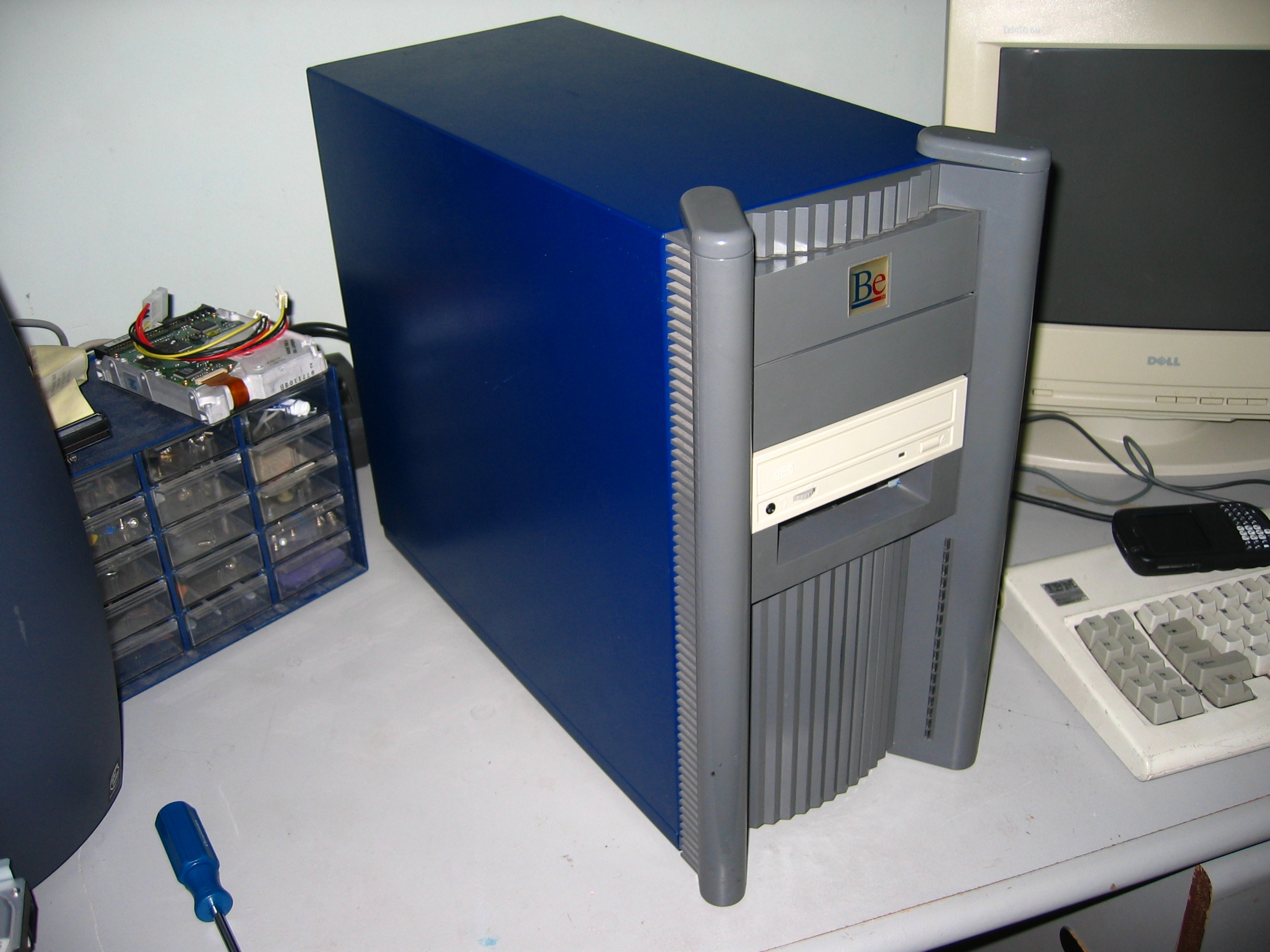
BeBox

BeBox byl osobní počítač se dvěma procesory PowerPC 603, který krátce nabízela firma Be Incorporated pro provozování vlastního operačního systému BeOS.
Počítač BeBox měl svou premiéru v říjnu 1995 (BeBox Dual603-66 MHz). V srpnu 1996 byly oba procesory PowerPC vylepšeny na 133 MHz (BeBox Dual603e-133 MHz). Výroba BeBoxu se zastavila na konci roku 1996, protože se mateřská firma rozhodla soustředit pouze na software a udělala úspěšný port svého systému BeOS na počítače PowerPC počítače Apple Macintosh. Celkově se prodalo asi 1000 počítačů BeBox Dual603-66 MHz a přibližně 800 počítačů BeBox Dual603e-133 MHz.
BeBox s jedním procesorem PowerPC nebyl nikdy uveden na trh. Jeho základní deska nabízela dvě klasické sběrnice PCI/ISA (3 + 5), akceptovala levné PC karty a plně ovládala tradiční přenosové normy EIDE a Fast-SCSI 2. Celý BeBox, včetně režimu BusMastering a DMA, byl vyladěn pro náročné víceprocesorové prostředí. Paměť RAM, která byla tvořena normálními SIMM moduly, mohla mít velikost až 256 MB. Vzadu byly k dispozici dva porty pro joystick a čtyři vysokorychlostní sériové porty. Navíc byly k dispozici dva oddělené MIDI kanály a kvalitní 16bitový stereo systém. 
Firma Be Inc. sama prohlásila, že tyto počítače jsou určeny pro uživatele, kteří používají aplikace na zpracování digitálního audia i videa, špičkové aplikace pro zpracování obrazu, trojrozměrné aplikace (hry) a moderní komunikaci. 